# Famille Wierix

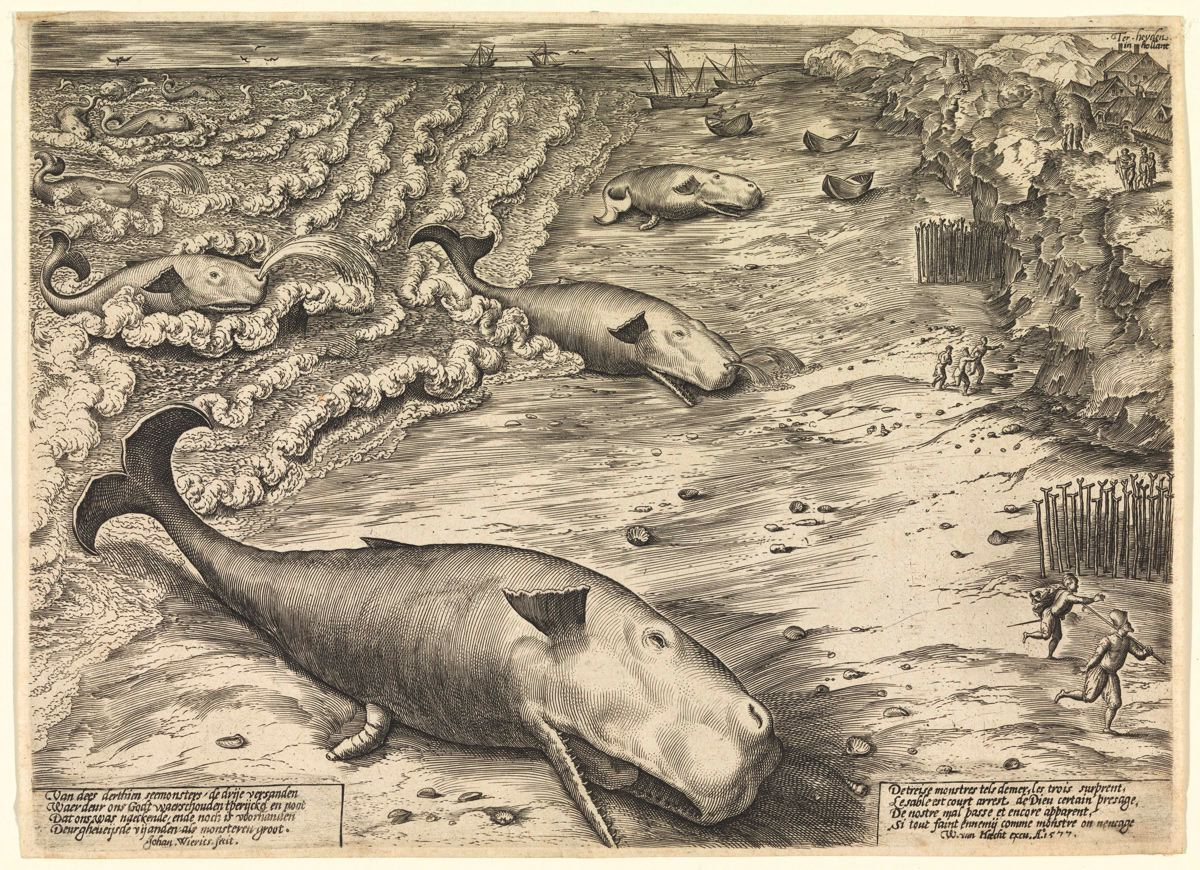
Three Beached Whales, gravure réalisée en 1577 par Johannes Wierix.

La famille Wierix est une dynastie de graveurs flamands des XVIe et XVIIe siècles, actifs à Anvers et Bruxelles.
La première génération est composée des trois fils d'un possible peintre non reconnu, Anton I Wierix :
- Johannes Wierix (1549 – c. 1618) ;
- Hieronymus Wierix (1553–1619) ;
- Anton II Wierix (c. 1552 – c. 1604).

Le fils d'Anton II, Anton III Wierix (1596-1624) complète la famille, bien que sa mort jeune l'empêcha de produire une œuvre aussi conséquente que la génération antérieure. Tous ont été très productifs, avec un total de 2 333 estampes cataloguées, dont le plus grand nombre revient à Johannes. Ils étaient connus pour leur grande attention au détail et leur très bonne technique, mais pas pour l'originalité de leurs compositions, la majorité de leurs œuvres étant d'ailleurs des copies d'autres graveurs tels qu'Albrecht Dürer.

## Biographie

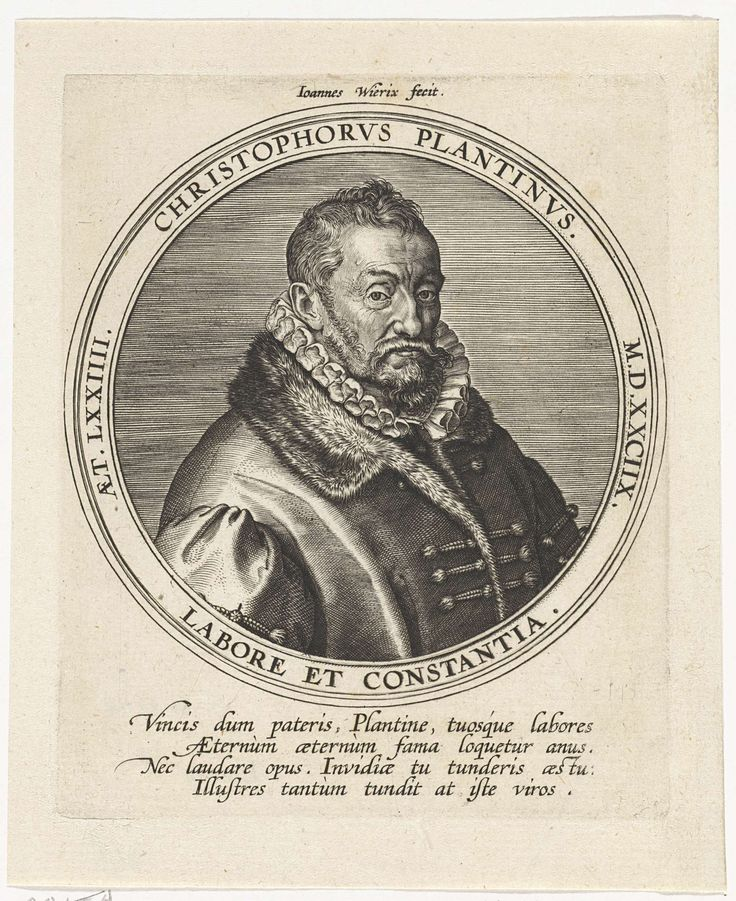
Christophe Plantin (1588) de Johannes Wierix.

Johannes et Hieronymus semblent avoir été formés ensemble, et bien que Hieronymus était le plus jeune de 4 ans, il fut capable de suivre le rythme de son frère. Même pour cette période, ils étaient précoces, réalisant de très bonnes copies d'autres gravures à l'âge de 14 et 12 ans respectivement,. Leurs copies des estampes d'Albrecht Dürer de cette période ont encore une grande valeur auprès des collecteurs. On ignore qui était leur maître. Johannes et Hieronymus travaillèrent d'abord sur la production d'illustrations de livre pour des projets de grande diffusion de Christophe Plantin à Anvers. Hieronymus fut payé pour la première fois par Plantin en 1570, puis lui et son frère rejoignirent la même guilde que leur père en mars 1572.
Il est très probable que Johannes eût formé son frère Anton II et que Hieronymus eût fait de même avec son neveu Anton III. Les frères travaillèrent souvent ensemble, mais Johannes s'installa à Delft de 1577 à 1579, probablement des conséquences du sac d'Anvers en 1576, également connu comme la « Furie espagnole ». Il revint par la suite à Anvers où il resta pendant près de 20 ans — ce qui correspond à sa meilleure époque comme artiste — avant de partir pour La Haye et enfin Bruxelles à la toute fin du siècle, où il resta jusqu'à sa mort.
Les Wierix apparaissent dans les registres des luthériens en 1585, mais comme ils travaillèrent beaucoup par la suite pour les jésuites, il est probable qu'ils se soient convertis ou reconvertis au catholicisme après cette date.
Les trois frères, et en particulier Hieronymus, étaient décrits par leurs contemporains comme menant des vies désordonnées et avaient un long casier judiciaire, principalement pour ébriété. Vers 1579-1580, il passa plusieurs mois en prison à cause de son implication dans un incident dans une taverne qui causa la mort d'une femme. Il est possible que ce soit la raison pour laquelle Plantin rompît sa relation avec lui — en tous cas temporairement —, l'imprimeur s'étant vu forcé de payer la caution. Dans une lettre bien connue, Plantin se plaint que Wierix travaillait pour avoir amasser suffisamment d'argent pour finalement le dépenser dans les tavernes ; il fallait aller le chercher, payer son addition et sauver des outils de travail qu'il avait mis en gage. Cependant, leur productivité et la qualité de leurs œuvres nuancent cette image,. En vieillissant, ils modérèrent un peu plus leur train de vie, se mariant tous et ayant plusieurs enfants.
Ils eurent probablement tous leur propre atelier. Le portraitiste Michiel Jansz. van Mierevelt commença sa formation dans l'atelier de Hieronymus mais la poursuivit dans celui d'un autre maître. Le père de Samuel van Hoogstraten, Dirk van Hoogstraten, fut lui aussi l'un de ses élèves. Parmi ceux de Johannes figurait Hendrik Hondius I. Après la mort prématurée d'Anton II, Hieronymus récupéra ses plaques et prit en charge son fils Anton III. Mais la mort de ce dernier à un plus jeune âge encore mit fin à la dynastie des Wierix, bien que l'une des filles des trois frères se fut mariée avec un graveur[Qui ?].

## Œuvre

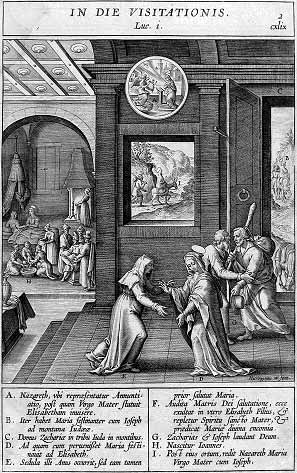
Scènes de la Vie de la Vierge, illustration des Adnotationes, 1593. On voit la Nativité de Marie en arrière-plan à gauche et Rencontre de Marie et Élisabeth au premier plan.

Chacun des trois frères a travaillé avec plusieurs éditeurs, mais ils ont également édité leurs propres estampes — ce qui correspond à environ la moitié de leur production : 650 par Hieronymus, 325 par Johannes et 125 par Anton II. Johannes travailla avec Platin plus que Hieronymus, réalisant plus de 120 plaques jusqu'en 1576. La plupart de leur travail était basé sur des compositions d'autres artistes — fussent-ils peintres, dessinateurs ou graveurs. Pour les compositions originales ambitieuses, les Wierix n'atteignent pas le niveau de leur contemporain Hendrik Goltzius et d'autres graveurs néerlandais ; il ne produisirent d'ailleurs que très peu d'œuvres originales.
Leur association avec les jésuites commença avec les illustrations pour les Adnotationes et Meditationes in Evangelia, un projet entrepris par le fondateur de l'ordre, Ignace de Loyola avant sa mort en 1556. Il avait demandé au lettré Jérôme Nadal de préparer le texte, tandis que plusieurs artistes — principalement italiens — réalisèrent 154 dessins préparatoires. Plantin fut d'accord pour publier l'œuvre, mais il ne le fit finalement pas à cause de l'interruption de la Furie Espagnole de 1576. Après avoir cherché ailleurs des graveurs, les jésuites, par le biais de Fernando Ximenez, engagèrent les Wierix. Les estampes furent finalement publiées dans un volume à part du texte en 1593, dans l’Evangelicae Historiae Imagines, et furent réimprimées jusqu'au XVIIIe siècle. Elle se voulaient des représentations fiables des événements des Évangiles, et s'inscrivaient en partie dans la Contre-Réforme, une riposte aux critiques protestantes aux traditions iconographiques catholiques. Cependant, le choix supposé d'un décor situé dans la maison d'un marchand aisé d'Anvers ne contribue pas à l'effet désiré, selon un regard plus moderne. Il y avait, parmi les copies, une version faite par des missionnaires jésuites en Chine sous forme d'impression sur bois et des éditions présentées aux empereurs d'Éthiopie eut une influence considérable sur l'iconographie des artistes locaux (en),. D'autres œuvres réalisées pour les jésuites furent réalisées par la suite. Hieronymus se spécialisa même dans les petites scènes religieuses.
Mises à part les œuvres religieuses, les Wierix devinrent les « fournisseurs principaux des portraits d'estampe de petite taille aux Pays-Bas », bien que seul Johannes semblât avoir dessiné d'après nature et que la plupart de ses portraits fussent copiés d'après des peintures, dessins ou gravures d'autres artistes locaux ou internationaux. Certains dessins de Johannes furent réalisés afin de préparer des gravures, mais d'autres furent vendus en tant qu'œuvres à part entière. Le British Museum en possède 44, dont 19 illustraient le Livre de la Genèse ainsi qu'une grande composition de Diane surprise par Actéon. La plupart fut imprimée sur papier vélin,.